# Go Fish Pictures
Go Fish Pictures is een Amerikaans filmbedrijf en onderdeel van DreamWorks SKG. Het is verantwoordelijk voor de distributie van gespecialiseerdere films. De naam is een referentie naar de vissende jongen zittend op de maan in het logo van DreamWorks.
Tot nu toe heeft Go Fish vier films gedistribueerd (Ghost in the Shell 2: Innocence, Millennium Actress, Casshern en The Chumscrubber). De eerste drie zijn Amerikaanse distributieversies van Japanse mangafilms en de derde is een donkere komedie over de relatie tussen tieners en hun ouders.
De specialistische filmstudio kan vergeleken worden met Fox Searchlight Pictures, Sony Pictures Classics, Paramount Vantage, Warner Independent Pictures en Focus Features. Hoewel deze allemaal groter en ouder zijn, is te verwachten dat DreamWorks in de toekomst nog meer films uit zal brengen/distribueren onder de Go Fish-merknaam.